# Amblytelus montiscampi
Amblytelus montiscampi é uma espécie de inseto coleóptero adéfago pertencente à família dos carabídeos, que inclui, entre seus grupos, os besouros-bombardeiros. Esta espécie, assim como outros representantes de Amblytelus, se encontra classificada dentro da subfamília Psydrinae, sendo um dos principais membros da subtribo Amblytelina, tribo Moriomorphini.
Esta espécie seria descrita em meados de 2004, pelo entomólogo e aracnólogo Martin Baehr, em um estudo que publicaria uma série de descobertas dos representantes do gênero com distribuição geográfica no continente australiano.